# 김평호
김평호(金平鎬, 1963년 12월 23일~)는 대한민국의 야구 선수 출신 지도자이다. 선수 시절 포지션은 외야수였으며 해태 타이거즈, 쌍방울 레이더스에서 활동했다. 

## 선수 경력
광주학강초등학교로 전학하면서 진짜 야구를 접했으나 익산으로 이사간 뒤 야구에 입문했고 이 때 야구를 포기하려 했지만 군산초등학교로 전학가면서 고등학교(군산상고) 때까지 군산에서 생활했다. 1986년 해태 타이거즈에 입단했고 1990년 쌍방울 레이더스에 입단하였다. 김인식이 해태 타이거즈 수석코치에서 이 팀의 감독으로 이적하자 동국대-해태 타이거즈 제자인 이건열을 데려가려 했으나 김응용이 반대해 좌절됐다. 1989년 11월 14일 당시 3년 계약으로 부임했던 김인식이 1991년 말 구단주 대행 겸 쌍방울 부회장으로 취임한 이용일 전 KBO 총재특보와의 마찰뿐 아니라 3년 계약 종료로 자연스럽게 물러난 뒤 이용일 구단주 대행처럼 소위 '일본통'이었던 신용균이 감독으로 부임하며 단행된 구조 조정에 따라 팀을 떠난 뒤 한동안 복귀하지 못했다.

## 지도자 경력
1996년부터 두산 베어스, 삼성 라이온즈, KIA 타이거즈, NC 다이노스 등 여러 팀에서 수비코치와 주루코치로 활동했으며 이에 앞서 1994년부터 전면드래프트 제도가 도입되자 해태 타이거즈의 스카우트 담당을 맡아 장성호 등을 영입했고 이후 스카우트 자리에서 물러났다.

## 출신 학교
- 군산초등학교
- 군산남중학교
- 군산상업고등학교
- 동국대학교

## 통산 기록
| 연도 | 소속   | 포지션 | 타율  | 경기 | 타수 | 득점 | 안타 | 2루타 | 3루타 | 홈런 | 루타 | 타점 | 도루 | 도실 | 볼넷 | 4구 | 삼진 | 병살 | 실책 |
| ---- | ------ | ------ | ----- | ---- | ---- | ---- | ---- | ----- | ----- | ---- | ---- | ---- | ---- | ---- | ---- | --- | ---- | ---- | ---- |
| 1986 | 해태   | 유격수 | 0.189 | 66   | 53   | 7    | 10   | 2     | 0     | 0    | 12   | 4    | 3    | 4    | 6    | 0   | 4    | 0    | 0    |
| 1988 | 해태   | 우익수 | 0.130 | 78   | 54   | 13   | 7    | 0     | 0     | 0    | 7    | 4    | 3    | 2    | 3    | 0   | 7    | 2    | 1    |
| 1989 | 해태   | 우익수 | 0.257 | 96   | 113  | 9    | 29   | 2     | 0     | 0    | 31   | 5    | 5    | 6    | 9    | 0   | 21   | 1    | 1    |
| 1991 | 쌍방울 | 중견수 | 0.231 | 117  | 338  | 49   | 78   | 14    | 4     | 4    | 112  | 35   | 34   | 18   | 50   | 4   | 46   | 8    | 4    |
| 1992 | 쌍방울 | 좌익수 | 0.213 | 101  | 178  | 25   | 38   | 9     | 0     | 2    | 53   | 12   | 17   | 7    | 24   | 4   | 32   | 2    | 2    |
| 통산 | 5시즌  | 외야수 | 0.220 | 458  | 736  | 103  | 162  | 27    | 4     | 6    | 215  | 60   | 62   | 37   | 92   | 8   | 110  | 13   | 8    |